# U.S. Route 41
La Ruta 41 o U.S. Route 41 es una Ruta Federal principal de sentido norte–sur en los Estados Unidos. Recorre alrededor de 3200 km (2000 mi) desde Miami, Florida hasta la Península Superior de Míchigan. La carretera conecta a varios metrópolis, incluyendo a Miami, Florida; Tampa, Florida; Gainesville, Florida; Macon, Georgia; Atlanta, Georgia; Chattanooga, Tennessee; Nashville, Tennessee; Evansville, Indiana; Chicago, Illinois; Milwaukee, Wisconsin; y Green Bay, Wisconsin. La Ruta fue una de las originales del sistema, creada en 1926. Mucha de la ruta corre paralelo a la Autopista Interestatal 75. La sección de la ruta 41 entre Miami y Tampa es conocida como el Tamiami Trail (acrónimo de Tampa Miami). La sección del Tamiami Trail entre Miami y Naples fue históricamente significante por ser la primera carretera a cruzar los Everglades de sentido este-oeste. Esta parte del Tamiami Trail era designado la Ruta Federal 94 hasta 1949  y actualmente es señalado como una ruta este-oeste, a diferencia del resto de la Ruta 41, que es señalada norte-sur.